# Sabena
Sabena (IATA: SN, OACI: SAB), acrònim de Société Anonyme Belge d'Exploitation de la Navigation Aérienne ('Societat Anònima Belga d'Explotació de la Navegació Aèria'), fou l'aerolínia nacional de Bèlgica des de la seva fundació el 1923 fins a la seva fallida el 2001; l'any següent, SN Brussels Airlines prengué el control dels actius de Sabena i es convertí en Brussels Airlines. L'aerolínia tenia la seu a l'Aeroport de Brussel·les-Zaventem.